# Ceylonthelphusa
Ceylonthelphusa là một chi cua nước ngọt đặc hữu của Sri Lanka, chúng sống trong các khu rừng đất thấp, ẩm hoặc sông suối. Nhiều loài trong chi này nằm trong Sách đỏ IUCN. Ceylonthelphusa gồm các loài sau:

## Các loài
- Ceylonthelphusa alpina Bahir & Ng, 2005 [2]
- Ceylonthelphusa armata (Ng, 1995) [3]
- Ceylonthelphusa austrina (Alcock, 1909)
- Ceylonthelphusa callista (Ng, 1995) [4]
- Ceylonthelphusa cavatrix (Bahir, 1998) [5]
- Ceylonthelphusa diva Bahir & Ng, 2005 [6]
- Ceylonthelphusa durrelli Bahir & Ng, 2005 [7]
- Ceylonthelphusa kandambyi Bahir, 1999 [8]
- Ceylonthelphusa kotagama (Bahir, 1998) [9]
- Ceylonthelphusa nana Bahir, 1999 [10]
- Ceylonthelphusa nata Ng & Tay, 2001 [11]
- Ceylonthelphusa orthos Ng & Tay, 2001 [12]
- Ceylonthelphusa rugosa (Kingsley, 1880) [13]
- Ceylonthelphusa sanguinea (Ng, 1995) [14]
- Ceylonthelphusa savitriae Bahir & Ng, 2005 [15]
- Ceylonthelphusa sentosa Bahir, 1999 [16]
- Ceylonthelphusa soror (Zehntner, 1894) [17]
- Ceylonthelphusa venusta (Ng, 1995) [18]